# Die Witwe Clicquot
Die Witwe Clicquot (Originaltitel Widow Clicquot) ist ein Filmdrama von Thomas Napper. Die Filmbiografie spielt Anfang des 19. Jahrhunderts und erzählt von Barbe-Nicole Clicquot-Ponsardin, die nach dem Tod ihres Ehemannes mit 27 Jahren die Leitung der von ihrem Schwiegervater gegründeten Champagnermarke übernahm und das Unternehmen zu einem Industrieimperium ausbaute, obwohl der Code Napoléon Frauen die Führung eines Geschäfts an sich untersagte. Haley Bennett ist in der Titelrolle als „Witwe Clicquot“ zu sehen. Der Film feierte im September 2023 beim Toronto International Film Festival seine Premiere. Der Kinostart in Deutschland erfolgte im November 2024.

## Handlung
Inmitten der Napoleonischen Kriege. Als sie gerade einmal 27 Jahre alt ist, wird Barbe-Nicole Clicquot-Ponsardin zur Witwe. Ihr Ehemann François starb nur wenige Jahre nach ihrer Hochzeit. Dessen Vater Phillipe gründete im Jahr 1772 ein kleines Champagnerhaus und will nach dem Tod seines Sohnes die Weinberge verkaufen, um die Kellerei vor ihrem Untergang zu bewahren. Seine Schwiegertochter bittet ihn jedoch, die Geschäfte weiterführen zu dürfen. Phillipe Clicquot zweifelt und würde es lieber sehen, wenn sie sich um ihre kleine Tochter Clémentine kümmert, gibt ihr aber eine Chance.
Ein ehemaliger Liebhaber ihres Mannes, der Weinhändler Louis Bohne wird zu ihrem Berater und hilft ihr als neuer Handelsvertreter des Hauses Clicquot Napoleons Handelsembargo zu umgehen, das ihnen den Verkauf ihres Champagners in einige andere Länder untersagt. Aus einer geschäftlichen wird auch eine private Beziehung. Auch wenn sie nun Bohne als Geliebten hat, sind Barbe-Nicoles Gedanken immer bei ihrem verstorbenen Ehemann, der zwar oft exzentrisch war, jedoch ihren Wunsch, die Dinge im Unternehmen zu verändern, geteilt hätte, wie sie glaubt. Als sie aufgrund des Code Napoléon angeklagt wird, als Frau ein Geschäft zu führen, tritt Bohne als Strohmann auf.

## Biografisches

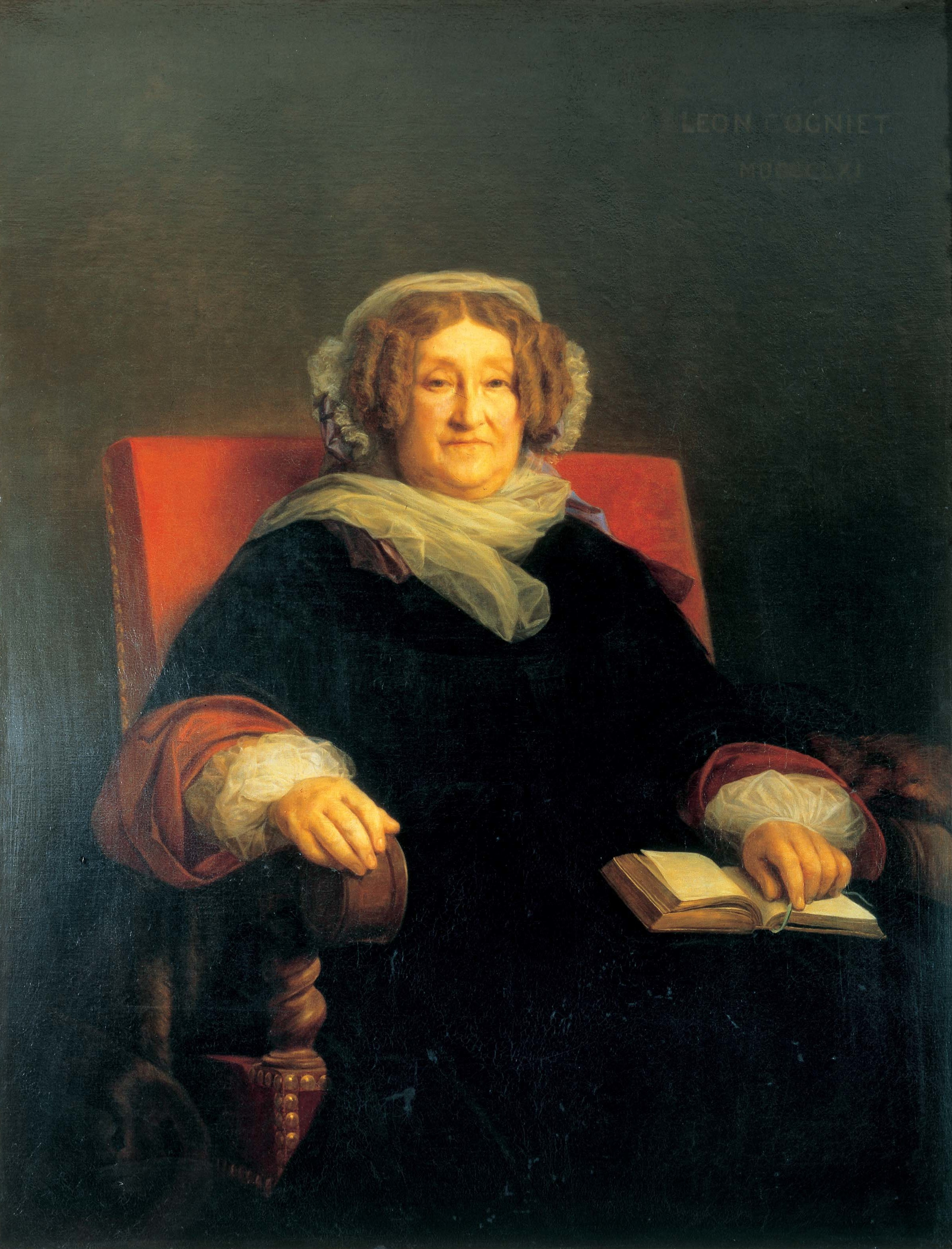
Barbe-Nicole Ponsardin wurde nach dem Tod ihres Mannes zur „Witwe Clicquot“

Barbe-Nicole Ponsardin heiratete als Zwanzigjährige im Jahr 1798 François Clicquot, dessen Vater Phillipe im Jahr 1772 ein kleines Champagnerhaus gegründet hatte.
Am 20. März 1799 wurde ihr einziges Kind, Clémentine Clicquot, geboren. Als ihr Ehemann im Oktober 1805 starb, übernahm die gerade einmal 27 Jahre alte Witwe die Leitung des Champagnerhauses, das zu jener Zeit jährlich rund 100.000 Flaschen vermarktete.
Nach dem Tod ihres engen Mitarbeiters Louis Bohne, der ihr dabei half, Napoleons Handelsembargo gegen einige Länder zu umgehen, übernahm der Deutsche Eduard Werle im Jahr 1821 dessen Aufgaben und wurde einige Jahre später mit der Investition von 100.000 Francs ihr Geschäftspartner.

## Produktion

### Regie und Drehbuch
Regie führte der Brite Thomas Napper. Er war zuvor vor allem als Second Unit Director für Filme wie Stolz und Vorurteil und Abbitte von Joe Wright tätig, der bei Widow Clicquot als Produzent fungierte. Zu Nappers Regiearbeiten zählen auch Musikvideos für Künstler wie Gnarls Barkley und Manic Street Preachers, ebenso der Kurzfilm Dead London, der Dokumentarfilm Lost Angels: Skid Row Is My Home und das Sportdrama Jawbone – Du fühlst jeden Schlag.
Das auf dem Bestseller The Widow Clicquot der Kulturhistorikerin Tilar J. Mazzeo basierende Drehbuch schrieb das Autorenduo Erin Dignam und Christopher Monger. Das Buch wurde 2009 in einer Übersetzung von Andreas Wirthensohn unter dem Titel Veuve Clicquot. Die Geschichte eines Champagner-Imperiums und der Frau, die es regierte bei Hoffmann und Campe veröffentlicht.

### Besetzung und Synchronisation
Die US-Amerikanerin Haley Bennett spielt in der Titelrolle Barbe-Nicole Clicquot-Ponsardin, die nach dem Tod ihres Gatten die Geschicke des Hauses Clicquot lenkt. Bennett tritt gemeinsam mit Wright und Christina Weiss Lurie auch als eine der Produzentinnen des Films in Erscheinung. Ben Miles spielt den Unternehmensgründer und ihren Schwiegervater Phillipe Cliquot. Dessen als junger Mann verstorbener Sohn François Clicquot wird in Rückblenden von dem Briten Tom Sturridge gespielt. Cecily Cleeve spielt ihre einzige Tochter Clémentine Clicquot. Sam Riley spielt den Weinverkäufer Louis Bohne, der Barbe-Nicole hilft, Napoleons Handelsembargo gegen einige Länder zu umgehen.
Anson Boon ist in der Rolle von Eduard Werle zu sehen, der bereits als Buchhalter ihres verstorbenen Mannes tätig war. Der Waliser Paul Rhys spielt einen Weinbergbesitzer, der mit ihrer neuen Rolle als Leiterin des Unternehmens unzufrieden ist. Weitere Rollen wurden mit Natasha O’Keeffe, Leo Suter, Cara Seymour und Chris Larkin besetzt. Das Casting übernahm Antonia Dauphin.
Die deutsche Synchronisation entstand nach einem Dialogbuch von Nadine Nourney und der Dialogregie von Enrico Reuter im Auftrag von Soundwood Media in Potsdam.

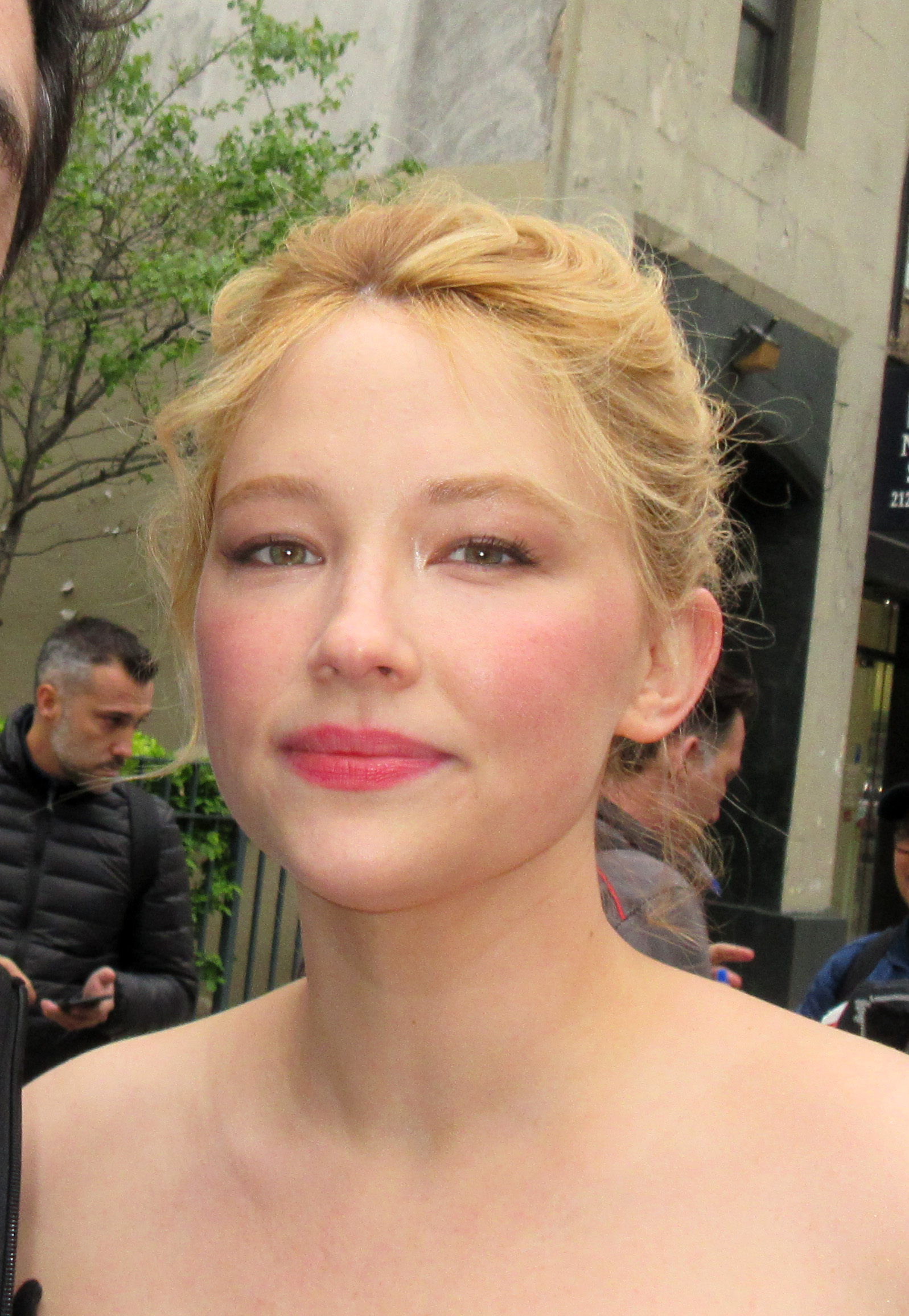
Haley Bennett spielt in der Titelrolle die „Witwe Clicquot“

| Rolle                             | Darsteller       | Synchronsprecher    |
| --------------------------------- | ---------------- | ------------------- |
| Barbe Nicole Clicquot             | Haley Bennett    | Anne Düe            |
| François Clicquot                 | Tom Sturridge    | Timo Weisschnur     |
| Anne                              | Natasha O’Keeffe | Lisa Braun          |
| Clementine                        | Cecily Cleeve    | Alma van Cauwelaert |
| Droite                            | Paul Rhys        | Peter Sura          |
| Phillipe Clicquot                 | Ben Miles        | Tom Vogt            |
| Edouard Werler                    | Anson Boon       | Flemming Stein      |
| Georg Christian Kessler (Georges) | Leo Suter        | Christopher Arndt   |
| Jean-Remy Moet                    | Nicholas Farrell | Romanus Fuhrmann    |
| Louis Bohne                       | Sam Riley        | Timmo Niesner       |
| Magistrat #1                      | Mark Tandy       | Peter Reinhardt     |
| Muller                            | Chris Larkin     | Christian Intorp    |
| Paquet                            | Ian Conningham   | Florens Schmidt     |

### Dreharbeiten und Filmmusik
Die Dreharbeiten fanden im Herbst 2022 im Chablis und in Reims statt. Letzteres findet sich in der Champagne. Dort hat auch die Kellerei Veuve Clicquot Ponsardin ihren Sitz.
Als Kamerafrau fungierte die Französin Caroline Champetier, die zuletzt mit Leos Carax für den Musicalfilm Annette und mit Fyzal Boulifa für das Filmdrama Les damnés ne pleurent pas zusammenarbeitete.
Die Filmmusik komponierte Bryce Dessner. Der US-amerikanische Komponist und Gitarrist ist Mitglied der Gruppen The National und Clogs. Zu seinen letzten Arbeiten gehören Bardo, die erfundene Chronik einer Handvoll Wahrheiten von Alejandro G. Iñárritu, She Came to Me von Rebecca Miller und A Good Person von Zach Braff.

### Marketing und Veröffentlichung
Die Weltpremiere von Widow Clicquot fand am 13. September 2023 beim Toronto International Film Festival statt, wo der Film in der Sektion Discovery gezeigt wurde. Der erste Trailer wurde im Juni 2024 veröffentlicht. Ebenfalls im Juni 2024 wurde der Film beim Nantucket Film Festival vorgestellt. Der US-Kinostart erfolgte am 19. Juli 2024. Im August 2024 wird er beim Norwegischen Filmfestival in Haugesund gezeigt. Mitte September 2024 wird er bei der Filmkunstmesse Leipzig vorgestellt. Am 7. November 2024 kam der Film in die deutschen Kinos. Ende August, Anfang September 2025 wird Die Witwe Clicquot beim Festival des deutschen Films gezeigt.

## Rezeption

### Altersfreigabe
In den USA erhielt der Film von der MPAA ein R-Rating, was einer Freigabe ab 17 Jahren entspricht. In Deutschland wurde der Film von der FSK bereits ab 12 Jahren freigegeben.

### Kritiken
Von den bei Rotten Tomatoes aufgeführten Kritiken sind 80 Prozent positiv.
Bei Metacritic erhielt der Film einen Metascore von 65 von 100 möglichen Punkten.

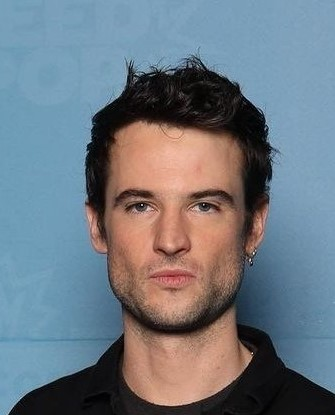
Tom Sturridge spielt den Sohn des Unternehmensgründers François Clicquot

Jared Mobarak von The Film Stage schreibt, die Weinherstellung werde im Film als Kunstform dargestellt, als Leidenschaft, die Barbe-Nicole Clicquot-Ponsardins Einfallsreichtum und Erfindergeist erfordert, um sie trotz der kleingeistiger, selbstverherrlichender Männer weiterzuentwickeln und zu perfektionieren. Daher sei Widow Clicquot in vielerlei Hinsicht ein zeitgemäßer Film, der Frauenrechte, Sexpositivität und Gleichstellung bei der Arbeit anspricht. Über Barbe-Nicoles Führungsqualitäten schreibt Mobarak, während die Männer ihre Stimmen erheben und mit den Fäusten auf den Tisch schlagen, stehe sie einfach mit einem kleinen Lächeln da, ohne jedoch jemals nachzugeben, und Haley Bennett sei wunderbar darin, deren Verletzlichkeit als eine Stärke darzustellen.
Auch Pete Hammond von deadline.com schreibt in seiner Kritik, Bennett sei großartig in der Rolle von Barbe-Nicole, und der einzigartige Look der Schauspielerin lasse sie wirken, als wäre sie gerade einem alten Gemälde aus jener Zeit entsprungen. Tom Sturridge und Sam Riley als ihre Lebenspartner seien ebenfalls perfekt besetzt. Ebenfalls hebt Hammond die atemberaubende Kameraarbeit von Caroline Champetier und Bryce Dessners zeitgenössische Filmmusik hervor.
Gaby Sikorski, Filmkorrespondentin der Gilde deutscher Filmkunsttheater, schreibt in ihrer Kritik, Bennett mit ihrem ruhigen Renaissancegesicht und Sturridge mit seinem leidenschaftlichen Temperament seien als Barbe Nicole und François ein wunderschönes Paar. Doch nicht die Liebesgeschichte stehe im Zentrum des Films, sondern der Kampf der Witwe um die Macht in ihrem Unternehmen, die sich gegen die ausschließlich männliche Konkurrenz behaupten muss. So werde aus einer bittersüßen Liebesgeschichte eine brachiale Erfolgsstory.

### Auszeichnungen
Den norske filmfestivalen 2024
- Nominierung im Hauptwettbewerb[21]

Nantucket Film Festival 2024
- Auszeichnung als Bester Spielfilm in der Reihe Best of Fest[22]